# Austrobryonia micrantha
Austrobryonia micrantha là một loài thực vật có hoa trong họ Cucurbitaceae. Loài này được (F.Muell.) I.Telford mô tả khoa học đầu tiên năm 2008.